# Classic Bites
Classic Bites es un álbum recopilatorio de la banda alemana de hard rock y heavy metal Scorpions, publicado en 2002 por Polygram Records. Contiene una selección de títulos tomados de los discos Crazy World de 1990 y Face the Heat de 1993, además de la canción «In Trance» del álbum del mismo nombre de 1975. De acuerdo con Greg Prato del sitio web AllMusic, el disco no recibió las críticas esperadas debido en parte al lanzamiento en el mismo año del recopilatorio, Bad for Good: The Very Best of Scorpions. En 2008, ingresó en la lista musical de España en la posición 88.

## Lista de canciones
| N.º | Título                     | Escritor(es)                                                | Duración |  |
| 1.  | «Crazy World»              | Rudolf Schenker, Klaus Meine, Jim Vallance, Herman Rarebell | 5:09     |  |
| 2.  | «Alien Nation»             | Schenker, Meine                                             | 5:43     |  |
| 3.  | «Tease Me Please Me»       | Schenker, Meine, Matthias Jabs, Vallance                    | 4:36     |  |
| 4.  | «No Pain No Gain»          | Schenker, Meine, Mark Hudson                                | 3:46     |  |
| 5.  | «In Trance»                | Schenker, Meine                                             | 4:02     |  |
| 6.  | «Hit Between the Eyes»     | Schenker, Meine, Vallance, Rarebell                         | 4:21     |  |
| 7.  | «Under the Same Sun»       | Schenker, Meine, Bruce Fairbairn                            | 4:51     |  |
| 8.  | «Lonely Nights»            | Schenker, Meine                                             | 4:40     |  |
| 9.  | «Send Me an Angel»         | Schenker, Meine                                             | 4:30     |  |
| 10. | «Ship of Fools»            | Schenker, Meine                                             | 4:15     |  |
| 11. | «Restless Nights»          | Schenker, Meine, Vallance, Rarebell                         | 5:22     |  |
| 12. | «Lust or Love»             | Meine, Vallance, Rarebell                                   | 4:22     |  |
| 13. | «Don't Believe Her»        | Schenker, Meine, Vallance, Rarebell                         | 4:51     |  |
| 14. | «Unholy Alliance»          | Schenker, Meine                                             | 5:15     |  |
| 15. | «Kicks After Six»          | Meine, Vallance, Rarebell, Francis Buchholz                 | 3:46     |  |
| 16. | «To Be With You in Heaven» | Schenker, Meine                                             | 4:36     |  |
| 17. | «Wind of Change»           | Meine                                                       | 5:11     |  |

## Posicionamiento en listas musicales
| País   | Lista (2004)    | Posición |
| ------ | --------------- | -------- |
| Italia | Top 100 Artisti | 48       |
| País   | Lista (2008)    | Posición |
| España | Top 100 Álbumes | 88       |